# Bourg-de-Visa
Bourg-de-Visa (okzitanisch Lo Borg Devisac) ist eine französische Gemeinde mit 389 Einwohnern (Stand: 1. Januar 2022) im Département Tarn-et-Garonne in der Region Okzitanien (vor 2016: Midi-Pyrénées). Die Gemeinde gehört zum Arrondissement Castelsarrasin und zum Kanton Valence (bis 2015: Kanton Bourg-de-Visa). Die Einwohner werden Visa-Bourgiens genannt.

## Geografie
Bourg-de-Visa liegt etwa 42 Kilometer nordwestlich von Montauban. Umgeben wird Bourg-de-Visa von den Nachbargemeinden Lacour im Norden, Fauroux im Osten, Brassac im Osten und Südosten, Montjoi im Süden, Saint-Maurin im Südwesten, Engayrac im Westen sowie Beauville im Nordwesten.
| Jahr      | 1962 | 1968 | 1975 | 1982 | 1990 | 1999 | 2006 | 2013 |
| --------- | ---- | ---- | ---- | ---- | ---- | ---- | ---- | ---- |
| Einwohner | 581  | 512  | 431  | 406  | 424  | 430  | 407  | 391  |

## Sehenswürdigkeiten
- Markthalle